# Ophion andalusiacus
Ophion andalusiacus es una especie de insecto del género Ophion, familia Ichneumonidae.
Fue descrito por primera vez en 1926 por Shestakov.